# 萃華英文書院
萃華英文書院（英語：Oberlin College；1972年～1986年）是一所昔日香港私立中學，1972年創校，於1986年停辦。

## 校史
1965年6月，位於九龍旺角運動場道的萃華英文書院招收男女學生，班級由小五至中三，其後逐年遞增至會考班，該校以提英數水準、課外活動、平衡身心發展為主要綱領，其後於1972年7月開辦暑假進修班，讓曾經參加該校入學試並取得及格成績的學生報名入學。1974年4月，萃華英文書院宣佈增設第三校，地點位於油麻地砵蘭街，設有二十多間課室、禮堂、圖書館及生物、物理、化學實驗室各一間。
1972年，鄭明韜校長、杜淑婉校監、馮家彝校長、胡永坤校長、吳植基校長，以及陳朝任總務長在灣仔靈糧堂內會議室商議創辦。

學校一共開設7所分校，其後因香港教育政策轉變，學校於1986年停辦。
2012年，校友會於香港浸會大學大學會堂舉行四十週年音樂會紀念活動。

## 校舍
- 1972年旺角運動場道15號創校
- 1973位於北帝街141-143號開辦土瓜灣分校
- 1974位於砵蘭街109-113號開辦油麻地分校
- 1975位於東大街2G.H開辦筲箕灣分校
- 1977位於電氣道開辦銅鑼灣分校
- 1981位於塘尾道開辦深水埗分校[9]
- 1982位於山林道開辦尖沙咀分校

## 著名/傑出校友
- 王凱韋：原名王合喜，前滑浪風帆運動員，演員
- 麥德羅：香港男演員
- 甘國衛（1975年中五）：前香港男演員
- 李龍基：香港演員，歌手
- 張武孝：香港演員，歌手
- 張達明：香港演員
- 黎明（1980年中一）：香港演員，歌手[10]
- 曾華倩（1982年中五）：香港女藝人
- 苑瓊丹（1982年中五）：香港女演員
- 呂頌賢：香港男演員
- 葉玉萍（1980年中五）：香港女演員
- 李國祥（1981年中三）：已故香港男歌手
- 楊紹鴻（1978年中五）：香港電視劇監製
- 黃澤鋒（1985年中五）：香港男演員
- 古明華：香港男演員
- 蔡一智：香港男歌手
- 蔡一傑（1983年中四）：香港男歌手
- 車淑梅：資深傳媒從業員
- 車森梅：香港播音員
- 文灼非：灼見名家傳媒社長及行政總裁、前香港大學校務委員會成員、前《信報月刊》總編輯[11]

## 著名教師
- 安德尊：香港男藝人，筲箕灣分校任教生物科
- 岑逸飛：香港跨媒體文化人，油麻地分校任教歷史科

## 外部連結
- 萃華英文書院的Facebook專頁
- Oberlin College 萃華英文書院
- 萃華英文書院40週年 （页面存档备份，存于）
- 萃華英文書院四十週年之向鄭明韜校長致敬 （页面存档备份，存于）
- 萃華英文書院40週年紀念 （页面存档备份，存于）